# Primarias municipales del Partido Ecologista Verde de 2020
El 29 de noviembre de 2020 se llevarán a cabo elecciones primarias municipales realizadas por el Partido Ecologista Verde de Chile (PEV). A partir de estas primarias se decidirá quiénes serán los candidatos a alcalde en determinadas comunas.

## Candidaturas
Las candidaturas fueron inscritas ante el Servicio Electoral de Chile (Servel) el 25 de septiembre de 2020, considerando la realización de primarias para elegir candidato a alcalde en las comunas de Maipú, Chiguayante y Temuco. El partido también inscribió una primaria para elegir candidato a gobernador regional en la Araucanía. En el caso de Chiguayante, las candidatas que participarán de la primaria son Mayerlin Suárez y Ximena Larenas.
La lista de candidaturas inscritas ante el Servel fue la siguiente:
| Región        | Comuna      | PEV                         | Independientes                 |
| ------------- | ----------- | --------------------------- | ------------------------------ |
| Metropolitana | Maipú       |                             | Viviana Delgado Norma Ibáñez   |
| Biobío        | Chiguayante |                             | Mayerlin Suárez Ximena Larenas |
| Araucanía     | Temuco      | Jessica Méndez Viviana Díaz |                                |

El 3 de octubre se realizó el sorteo del orden de las listas en las papeletas de votación, obteniendo el pacto «Ecologistas e Independientes» la letra D. El 5 de octubre fue rechazada la candidatura de Ximena Larenas por la comuna de Chiguayante.